# Leucoraja lentiginosa
Leucoraja lentiginosa är en rockeart som först beskrevs av Bigelow och Schroeder 1951.  Leucoraja lentiginosa ingår i släktet Leucoraja och familjen egentliga rockor. IUCN kategoriserar arten globalt som otillräckligt studerad. Inga underarter finns listade i Catalogue of Life.